# Ostariostomidae
Ostariostomidae é uma família extinta de peixes da ordem Osteoglossiformes.